# Norman Snider
Pour les articles homonymes, voir Snider.
Norman Snider est un scénariste canadien, né le 14 novembre 1945 et mort le 4 janvier 2019.

## Filmographie

### Cinéma

#### Scénariste
- 1988 : Faux-semblants
- 1991 : Body Parts
- 2010 : Casino Jack

#### Acteur
- 1970 : Crimes of the Future

#### Producteur
- 2010 : Casino Jack

### Télévision

#### Scénariste
- 1990 : War of the Worlds (1 épisode)
- 2000 : Classé X
- 2000 : Code Eternity (1 épisode)

## Distinctions

### Récompenses
- Prix Génie
  - Meilleur scénario adapté 1989 (Faux-semblants)

### Nominations
- Saturn Award :
  - Saturn Award du meilleur scénario 1990 (Faux-semblants)
- National Society of Film Critics Awards :
  - Meilleur scénario 1989 (Faux-semblants)